# Adrien Warion

a Compétitions nationales et continentales officielles uniquement.

b Matchs officiels uniquement.
Dernière mise à jour le 14 avril 2025.
Adrien Warion, né le 7 janvier 2001 à Thionville, est un joueur français de rugby à XV. Il évolue au poste de deuxième ligne à l'USA Perpignan en Top 14.

## Biographie

### Carrière en club
Formé au Provence Rugby, le club d'Aix-Marseille, Adrien Warion y fait ses débuts lors de la dernière journée de la saison 2018-2019 de Pro D2, entrant en jeu lors d'une victoire 27-8 à domicile contre Colomiers. Gagnant peu à peu en temps de jeu les saisons suivantes, en parallèle de sa carrière avec les Bleuets, il attire rapidement l'attention de clubs de Top 14,.
Ayant déjà joué douze matchs en Pro D2 lors de la saison 2020-2021, il est prêté au RC Toulon pour le reste de la saison en mars 2021, à la suite du départ de Thomas Jolmès,. Il doit ensuite signer en théorie un contrat de trois ans avec le club toulonnais à l'été suivant.
Warion joue son premier match de Top 14 le 1er mai 2021, étant titularisé contre le SU Agen,. Alors que le RCT fait face a de nombreuses blessures à son poste, le jeune deuxième ligne enchaîne les titularisations et feuilles de matchs avec son club, qui n'échappe à la course aux barrages que lors de la dernière journée du Top 14.
En 2024, après une saison où il a été peu utilisé au RCT (six matchs joués), il s'engage pour trois saisons avec l'USA Perpignan. Il s'impose rapidement au sein de sa nouvelle équipe, profitant notamment de la blessure de Posolo Tuilagi,.

### Carrière en sélection
International avec les moins de 20 ans dès la saison 2018-2019 et le Tournoi des Six Nations 2019 où la France arrive deuxième, il est même sélectionné pour le mondial junior, ne participant finalement pas à la compétition remportée par les Bleuets de Louis Carbonel et Jordan Joseph alors qu'il a tout juste 18 ans.
Il fait à nouveau partie du groupe des moins de 20 lors de la saison 2020, dont les compétitions sont tronquées voire annulées à cause du Covid. Il fait néanmoins partie des cadres de la sélection de jeunes lors du Tournoi 2021 (reporté à l'été 2021 à la suite de l'annulation du mondial), enchaînant les titularisations, et s'illustrant notamment par son activité lors d'une victoire convaincante 36-19 face aux Gallois à Cardiff le 1er juillet 2021.
Au total, Adrien Warion dispute dix matchs avec l'équipe de France des moins de 20 ans, prenant part à trois éditions du Tournoi des Six Nations en 2019, 2020 et 2021. Il n'a pas inscrit de points.

## Palmarès
Néant